# سنگ نگاره‌های قصر قند
سنگ نگاره‌های قصر قند مربوط به دوران پیش از تاریخ ایران باستان تا دوران‌های تاریخی پس از اسلام است و در شهرستان نیکشهر، بخش قصر قند، روستای کلوک واقع شده و این اثر در تاریخ ۹ اردیبهشت ۱۳۸۲ با شمارهٔ ثبت ۸۵۰۱ به‌عنوان یکی از آثار ملی ایران به ثبت رسیده است.